# União das Freguesias de Moncarapacho e Fuseta
União das Freguesias de Moncarapacho e Fuseta, kurz Moncarapacho e Fuseta, ist eine Gemeinde (Freguesia) im Kreis (Concelho) von Olhão an der Algarve, im Süden Portugals.
In der Gemeinde leben 9.635 Einwohner auf einer Fläche von 70,63 km² (Stand nach Zahlen von 2011).
Die Gemeinde entstand im Zuge der Gebietsreform in Portugal am 29. September 2013 durch Zusammenlegung der Gemeinden Moncarapacho und Fuseta. Moncarapacho wurde Sitz der Gemeinde, die ehemalige Gemeindeverwaltung in Fuseta blieb als Außenstelle und Bürgerbüro bestehen.